# Bucculatrix enceliae
Bucculatrix enceliae är en fjärilsart som beskrevs av Braun 1963. Bucculatrix enceliae ingår i släktet Bucculatrix och familjen kronmalar. Inga underarter finns listade i Catalogue of Life.